# كاترين بورشيرت
كاترين بورشيرت (من مواليد 4 نوفمبر 1969) هي سباقة قوارب أسترالية ألمانية وُلِدت في شرق ألمانيا وتنافست من أواخر الثمانينيات إلى عام 2001، تنافست في ثلاث دورات أولمبية صيفية وفازت بثلاث ميداليات بواحدة فضية (1992:K-4 500 متر لألمانيا ) وبرونزيتين (كلاهما لأستراليا 1996 : K-2 500 م، 2000:K-1 500 م)، وخلال حياتها المهنية مثلت أربعة بلدان مختلفة: ألمانيا الشرقية ثم ألمانيا الغربية ثم ألمانيا تليها أستراليا.
وُلدت بورشيرت عام 1969 في مدينة فارن (موريتس) وهي بلدة في مكلنبورغ فوربومرن بألمانيا الشرقية، فازت ببطولة العالم للناشئين في عام 1987 لكن بيرجيت فيشر طغت عليها، ذهبت بورشيرت إلى الألعاب الأولمبية الصيفية لعام 1988 في سيول بكوريا كاحتياطي لألمانيا الشرقية ولكنها لم تتنافس، ظهرت فرصتها عندما ذهبت فيشر في إجازة أمومة بعد أولمبياد سيول، وقد فازت بثلاث ميداليات ذهبية في بطولة العالم 1989 في بلوفديف.
ذهبت بورتشرت ومدربها كيرستن نيومان إلى ألمانيا الغربية لموسم 1990، كان هذا قبل عام من إعادة توحيد ألمانيا، في إسن تنافست في بطولة العالم 1990 وفازت بميدالية ذهبية وثلاث ميداليات برونزية، في عام 1991 تنافست لصالح ألمانيا المتحدة وفازت بميداليتين ذهبيتين وميدالية برونزية في بطولة العالم.
عاد فيشر إلى دورة الألعاب الأولمبية الصيفية لعام 1992 في برشلونة بإسبانيا وأصبحت المنافسات القديمة معادية عندما خسرت بورشيرت ترشيحها أمام فيشر K-1 و K-2 ولم يرشح سوى ل K-4، بلغت الأمور ذروتها عندما لم يرشح المدرب الوطني جوزيف كابوسيك بورشيرت لبطولة العالم لعام 1993، كان كابوسيك في ذلك الوقت في علاقة مع فيشر، استقالت بورشيرت من المنتخب الوطني في عام 1993 وفي فبراير 1994 هاجرت إلى أستراليا.
فازت بورشيرت بسباقات K-2 500 متر و K-2 1000 متر في بطولة العالم 1998 في المجر مع آنا وود، وقد فُزن بلقب K-2 1000 متر للعالم في عام 1999، سيفوز بورشيرت بما مجموعه 20 ميدالية في بطولة العالم لألعاب القوى لسباق الزوارق مع تسع ميداليات ذهبية لأربع دول مختلفة (1989 لألمانيا الشرقية، 1990 لألمانيا الغربية، 1991-93 لألمانيا، و1994-2001 لأستراليا)، في أولمبياد سيدني احتلت الاثنتين المركز السادس في سباق K-2 500 متر بينما فازت بورشيرت بالميدالية البرونزية في سباق K-1 500 متر.
في مارس 2003 قررت بورشيرت العودة إلى ألمانيا للفوز بترشيح الفريق الأولمبي الألماني لعام 2004، تم منعها من التنافس على ألمانيا في بطولة العالم لعام 2003 من خلال اتحاد الزوارق الأسترالي الذي لم يمنحها الإذن بسرعة كافية.
في عام 2009 تم إدخال بورشيرت إلى قاعة مشاهير رياضة كوينزلاند.

## روابط خارجية
- كاترين بورشيرت على موقع اللجنة الأولمبية الدولية (الإنجليزية)
- كاترين بورشيرت على موقع أوليمبيديا (الإنجليزية)
- كاترين بورشيرت على موقع اللجنة الأولمبية الأسترالية (الإنجليزية)